# Replipunkt
Replipunkt är ett ord för skyddad plats (utanför stridsområdet) till vilken en stridande militär enhet (flottenhet eller motsvarande) vid behov kan retirera för att där söka skydd och understöd.
Begreppet replipunkt används allmännare om något som utgör ett stöd för viss verksamhet respektive basen eller grundvalen för något eller det varifrån något utgår.